# Västra Muorrejaure
Västra Muorrejaure är en sjö i Arvidsjaurs kommun i Lappland och ingår i Byskeälvens huvudavrinningsområde. Sjön har en area på 0,798 kvadratkilometer och ligger 440 meter över havet. Sjön avvattnas av vattendraget Muorrebäcken.

## Delavrinningsområde
Västra Muorrejaure ingår i det delavrinningsområde (728790-163273) som SMHI kallar för Utloppet av Västra Muorrejaure. Medelhöjden är 527 meter över havet och ytan är 22,28 kvadratkilometer. Det finns inga avrinningsområden uppströms utan avrinningsområdet är högsta punkten. Muorrebäcken som avvattnar avrinningsområdet har biflödesordning 3, vilket innebär att vattnet flödar genom totalt 3 vattendrag innan det når havet efter 175 kilometer. Avrinningsområdet består mestadels av skog (87 procent). Avrinningsområdet har 0,8 kvadratkilometer vattenytor vilket ger det en sjöprocent på 3,6 procent.